# Архангельський сільський округ (Кизилжарський район)
Арха́нгельський сільський округ (каз. Архангел ауылдық округі, рос. Архангельский сельский округ) — адміністративна одиниця у складі Кизилжарського району Північноказахстанської області Казахстану. Адміністративний центр — село Архангельське.
Населення — 1840 осіб (2021; 1918 у 2009, 2358 у 1999, 2296 у 1989).
Станом на 1989 рік існували Архангельська сільська рада (село Архангельське) та Новокаменська сільська рада (село Новокаменка).

## Склад
До складу округу входять такі населені пункти:
| Населений пункт     | Старі назви | Населення, осіб (1989) | Населення, осіб (1999) | Населення, осіб (2009) | Населення, осіб (2021) |
| ------------------- | ----------- | ---------------------- | ---------------------- | ---------------------- | ---------------------- |
| Архангельське, село | -           | 1378                   | 1364                   | 936                    | 845                    |
| Новокаменка, село   | -           | 918                    | 994                    | 982                    | 995                    |